# Paul Kawik
Paul Kawik (ur. 4 maja 1982) – papuaski piłkarz grający na pozycji bramkarza.

## Kariera klubowa
Podczas kariery piłkarskiej Kawik występuje w klubie Eastern Stars FC. 

## Kariera reprezentacyjna
Kawik nigdy nie zdołał zadebiutować w reprezentacji Papui-Nowej Gwinei. W 2012 był w kadrze na Puchar Narodów Oceanii 2012, który był jednocześnie częścią eliminacji Mistrzostw Świata 2014.